# Федерер, Герберт
Герберт Федерер  (нем. Herbert Federer; 23 июля 1920, Вена — 21 апреля 2010, Провиденс) — американский математик австрийского происхождения.
Наиболее известен как один из создателей геометрической теории меры и автор фундаментальной монографии на эту тему.

## Биография
В 1938 году эмигрировал в США. Окончил Калифорнийский университет в Беркли, там же защитил диссертацию, после чего на протяжении практически всей научной карьеры работал в Брауновском университете.
Наиболее известен совместной работой с Уэнделлом Флемингом по проблеме Плато на рубеже 1950-60-х годов, а также своей книгой «Геометрическая теория меры».
Член Национальной академии наук США.

## Книги
- Федерер Г. Геометрическая теория меры. — 1987. — 760 с.